# Eric Fogg
Charles William Eric Fogg (Manchester, Regne Unit, 21 de febrer de 1903 – Londres, 19 de desembre de 1939) fou un compositor, organista i director d'orquestra anglès.
Va rebre les primeres lliçons musicals dels seus pares, ambdós músics notables (era fill de Madame Sadler-Fogg, famosa cantant), sent després deixeble de Granville Bantock. Des de 1917 fins al 1919 fou organista de la seva ciutat natal, dedicant-se per sencer a partir d'aquesta data a la composició, en la qual, no obstant la seva joventut, assolí distingir-se.
Entre d'altres va escriure les obres següents:
- Idill, per a petita orquestra;
- Sea-Sheen, Slumber song, The Golden Valley, Dance, Three Sketches for Toy Symphony, totes per a gran orquestra;
- un Poem, per a violoncel;
- una Phantasy, per a violoncel i piano;
- una Suite per a violí, violoncel i arpa o piano, més un gran nombre d'obres per a piano, cors i música de cambra.

Eric Fogg va morir el 19 de desembre de 1939, quan va caure bé o saltar sota les rodes d'un tren a l'estació de Waterloo a Londres. Eric anava de camí a Brighton per les seves segones noces. El metge forense va emetre un veredicte obert, no obstant això la seva mort és sovint descrita com un suïcidi.